# ادریتس
ادریتس (به آلمانی: Edderitz) یک منطقهٔ مسکونی در آلمان است که در زودلیشس آنهالت واقع شده‌است. ادریتس ۱٬۲۲۹ نفر جمعیت دارد.